# Ivan IX. Frankapan Cetinski
Ivan IX. Frankopan Cetinski (? - Krbavsko polje kraj Udbine, 9. rujna 1493.), hrvatski velikaš,  gospodar Cetina iz cetinske grane obitelji Frankapan. Sudjelovao je i poginuo u Krbavskoj bitki u borbi protiv Osmanlija. Njegova supruga je bila Kolafisa. Sin Ivan X. postao je kaločki nadbiskup.